# Lachnaea villosa
Lachnaea villosa är en tibastväxtart som beskrevs av Beyers. Lachnaea villosa ingår i släktet Lachnaea och familjen tibastväxter. Inga underarter finns listade i Catalogue of Life.